# Scoparia molestalis
Scoparia molestalis là một loài bướm đêm trong họ Crambidae.